# Wybory prezydenckie w Beninie w 2011 roku
Wybory prezydenckie w Beninie w 2011 roku – wybory na urząd prezydenta Beninu zorganizowane 13 marca 2011, dwukrotnie przekładane z powodu problemów organizacyjnych. Wybory zakończyły się zwycięstwem urzędującego prezydenta Yayi Boniego już w pierwszej turze głosowania. Zdobył on ponad 53% głosów, pokonując wieloletniego lidera opozycji Adriena Houngbédjiego (niecałe 36%). Adrien Houngbédji zakwestionował wyniki wyborów, jednak międzynarodowi obserwatorzy uznali głosowanie za wolne i przejrzyste, pomimo zaistniałych problemów organizacyjnych. 

## Zarządzenie wyborów i kandydaci
Benin jest republiką prezydencką, w której prezydent pełni funkcję szefa państwa i rządu. Jest wybierany w wyborach powszechnych na 5-letnią kadencję z możliwością jednej reelekcji. W wyborach prezydenckich z marca 2006 na urząd wybrany został kandydat niezależny Yayi Boni, który w drugiej turze pokonał Adriena Houngbédjiego, zdobywając ponad 74% głosów poparcia. Został zaprzysiężony 6 kwietnia 2006.
Zgodnie z konstytucją, wybory prezydenta powinny odbyć się w dniu przypadającym między 30 a 40 dniem przed zakończeniem kadencji urzędującej głowy państwa. 11 stycznia 2011 prezydent Yayi Boni wyznaczył datę wyborów na 27 lutego 2011. 
Komisja wyborcza do udziału w wyborach zarejestrowała 14 kandydatów. Obok urzędującego prezydenta Boniego największe szanse na wygraną mieli Adrien Houngbédji, wieloletni lider opozycji oraz Abdoulaye Bio Tchané, prezes Zachodnioafrykańskiego Banku Rozwoju. Oprócz nich kandydowali także: Marie-Elise Gbèdo (prawnik), Issa Salifou (deputowany), Antoine Dayori (deputowany), Cyr Kouagou, Kessilé Tchalla (były minister zdrowia w rządzie Yayi Boniego), Christian-Enock Lagnidé (ekonomista), Jean Yves Sinzogan (ekonomista), Salomon Joseph Biokou, Victor Prudent Topanou (były minister w rządzie Boniego), Joachim Dahissiho (deputowany) oraz Janvier Yahouédéou (deputowany).

## Problemy organizacyjne
11 lutego 2011 władze przesunęły o tydzień datę organizacji wyborów (na 6 marca 2011) z powodu problemów z zakończeniem sporządzania listy wyborców i obsady lokalnych oddziałów komisji wyborczej. Do tego czasu nie zdołano jednak zakończyć procesu spisywania wyborców, dodatkowo władze nie radziły sobie z planowym dostarczeniem kart do głosowania do lokali wyborczych. 3 marca 2011 w Kotonu kilkaset osób demonstrowało, domagając się ponownego przełożenia głosowania. Według nich na listach wyborców w dalszym ciągu brakowało około miliona nazwisk. 
4 marca 2011 Sąd Konstytucyjny nakazał przesunięcie głosowania o kolejny tydzień, na 13 marca 2011. Argumentował, że "czas, który pozostał do wyborów nie umożliwia komisji wyborczej wykonania nieodzownych zadań dla organizacji wiarygodnych wyborów". O to samo apelowały wcześniej ONZ oraz Unia Afrykańska. 
10 marca 2011 grupa 11 kandydatów na urząd prezydenta wystąpiła z apelem o ponowne przesunięcie daty głosowania, uzasadniając, że dalej wielu z wyborców nie zostało uwzględnionych w spisie. Władze odrzuciły jednak możliwość trzeciego przesunięcia. Komisja wyborcza w dniach 9-10 marca 2011 przeprowadziła dodatkową rejestrację wyborców, w rezultacie której na listach znalazło się 300 tys. osób więcej. 

## Głosowanie i wyniki
Pierwsza tura wyborów prezydenckich odbyła się 13 marca 2011. W przypadku, gdy żaden z kandydatów nie zdobyłby większości co najmniej 50% głosów, 27 marca miała odbyć się druga tura wyborów. 15 marca 2011, jeszcze przed publikacją wyników, prezydent Boni ogłosił własne zwycięstwo wyborcze, co jeszcze tego samego dnia zakwestionował Houngbédji, twierdząc, że dla rozstrzygnięcia potrzebna będzie druga tura wyborów. 
18 marca 2011 komisja wyborcza opublikowała wyniki wyborów, zgodnie z którymi Yayi Boni otrzymał 53,2% głosów poparcia, wygrywając wybory już w pierwszej turze. Adrien Houngbédji, który uzyskał 35,7% głosów odrzucił wyniki, uznając je za "spisek mający na celu pozbawienie obywateli ich praw i wolności". Zarzucił rządzącym sztuczne wypełnianie urn wyborczych, tworzenie iluzorycznych punktów wyborczych oraz nieprawidłowości związane z listami wyborców. 20 marca 2011 wyniki wyborów zatwierdził Sąd Konstytucyjny. Houngbédji odrzucił decyzję sądu, nazywając jego działanie "spiskiem przeciw demokracji". 24 marca 2011 jego zwolennicy zorganizowali w Kotonu 5-tysięczną demonstrację, która została rozbita przy użyciu gazu łzawiącego przez służby bezpieczeństwa. W czasie starć rannych zostało ponad 20 osób. 
O poszanowanie wyników wyborów i rozwiązywanie konfliktów na drodze prawnej zaapelował przewodniczący ECOWAS, nigeryjski prezydent Goodluck Jonathan. Wybory w Beninie monitorowane były przez obserwatorów z Unii Afrykańskiej oraz ECOWAS. Obserwatorzy z ECOWAS uznali głosowanie za wolne i przejrzyste, choć odnotowali takie problemy organizacyjne, jak niedobór kart do głosowania w części punktów wyborczych oraz różnice w interpretacji niektórych zasad i procedur wyborczych. Również przedstawiciele UA ocenili proces wyborczy jako wiarygodny, pomimo pewnych zaistniałych nieprawidłowości. 
- Szczegółowe wyniki wyborów:

| Kandydat - Partia polityczna | Kandydat - Partia polityczna | Liczba głosów | %      |
| ---------------------------- | ---------------------------- | ------------- | ------ |
|                              | Yayi Boni                    | 1 579 550     | 53,14% |
|                              | Adrien Houngbédji            | 1 059 396     | 35,64% |
|                              | Abdoulaye Bio Tchané         | 182 484       | 6,14%  |
|                              | Issa Salifou                 | 37 219        | 1,25%  |
|                              | Christian-Enock Lagnidé      | 19 221        | 0,65%  |
|                              | Janvier Yahouédéhou          | 16 591        | 0,56%  |
|                              | Jean Yves Sinzogan           | 13 561        | 0,46%  |
|                              | Marie-Elise Gbèdo            | 12 017        | 0,40%  |
|                              | Victor Prudent Topanou       | 11 516        | 0,39%  |
|                              | Kessilé Tchalla              | 9 469         | 0,32%  |
|                              | Cyr Kouagou                  | 9 285         | 0,31%  |
|                              | Antoine Dayori               | 8 426         | 0,28%  |
|                              | Salomon Joseph Biokou        | 7 893         | 0,27%  |
|                              | Joachim Dahissiho            | 5 817         | 0,20%  |
| Razem                        | Razem                        | 2 972 445     | 100%   |
| Źródło:                      |                              |               |        |